# Posh Boy Records
La Posh Boy Records è un'etichetta discografica con sede a Hollywood di proprietà di Robbie Fields, specializzata in musica punk.
Nei suoi primi anni la Posh Boy ha pubblicato album principalmente di gruppi hardcore punk come Social Distortion, T.S.O.L., The Adolescents, Black Flag, Agent Orange e Circle Jerks, oltre ad alcune compilation. Al momento la Posh Boy è sostanzialmente inattiva e si occupa solo di ristampare il proprio catalogo attraverso accordi con altre etichette.

## Artisti[2]
- 391
- The Adicts
- Adolescents
- Agent Orange
- Black Flag
- Blitz
- Channel 3
- Chaos U.K.
- Circle Jerks
- Dead Kennedys
- Descendents
- Face to Face
- G.B.H.
- Glue Gun
- Nina Hagen
- Ill Repute
- JFA
- Minutemen
- Nuns
- Peter and the Test Tube Babies
- Redd Kross
- Simpletones
- Social Distortion
- Stains
- Stepmothers
- The Crowd
- The Partisans
- TSOL
- Vandals
- Vice Squad